# انتهاكات حقوق الإنسان في تشيلي أثناء حكم بينوشيه

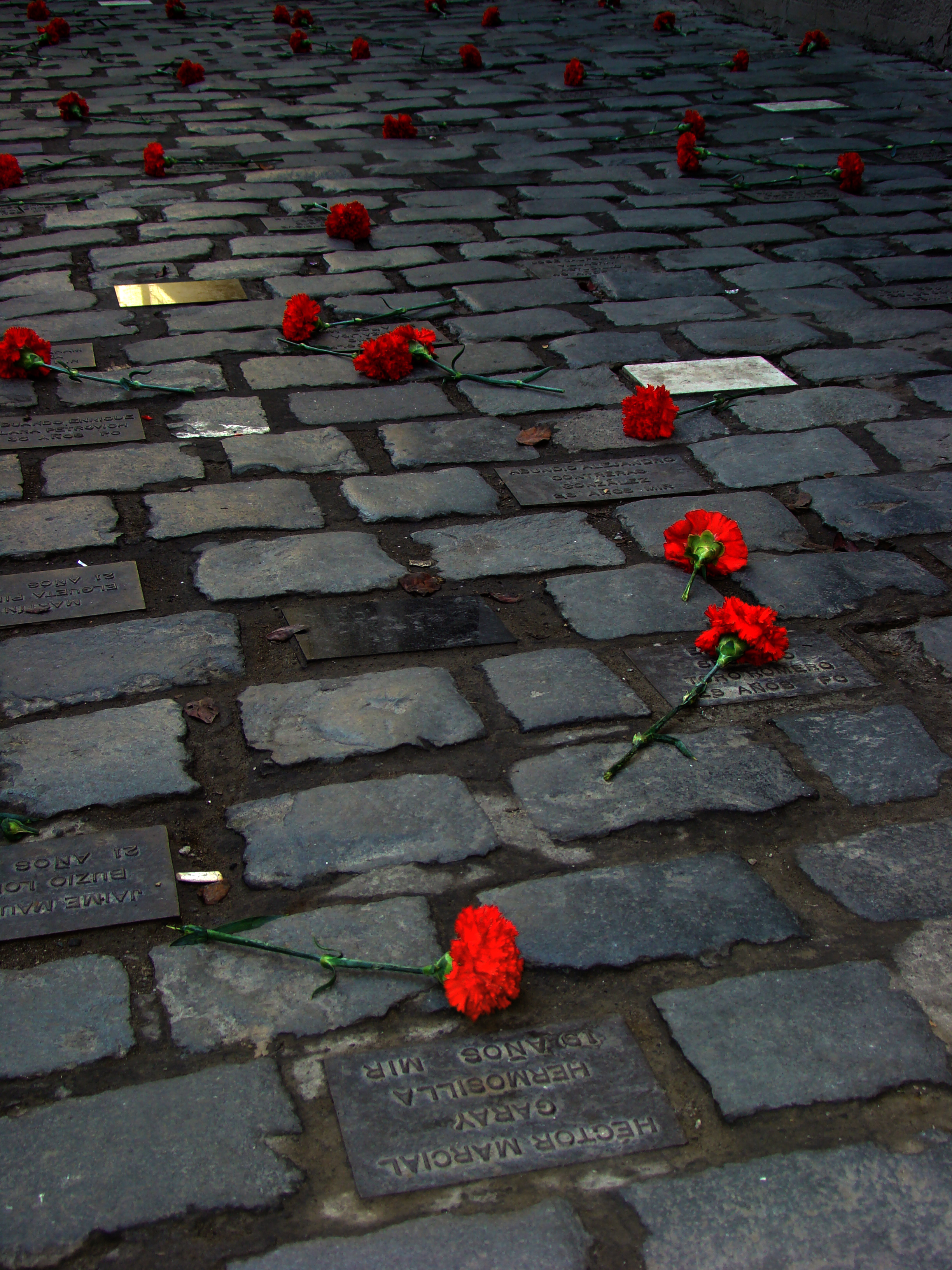
صورة الورود المتناثرة على الطريق وخلو الطريق من المارة يصف حال تشيلى في السبعينات

كانت انتهاكات حقوق الإنسان في تشيلي أثناء حكم بينوشيه جرائم ضد الإنسانية، واضطهاد المعارضين، والقمع السياسي، وإرهاب الدولة الذي ارتكبته القوات المسلحة التشيلية وأعضاء الشرطة الوطنية الشيلية وأفراد الشرطة السرية، خلال الديكتاتورية العسكرية لشيلي تحت قيادة الجنرال أوجوستو بينوشيه من 1973 حتى 1990.
وفقًا للجنة الحقيقة والمصالحة (Rettig Commission) واللجنة الوطنية للسجن السياسي والتعذيب (Valech Commission)، يبلغ عدد الضحايا المباشرين لانتهاكات حقوق الإنسان في تشيلي حوالي 30 ألف شخص: 27255 تعرضوا للتعذيب و2279 أُعدموا. بالإضافة إلى ذلك، نُفي حوالي 200 ألف شخص، وذهب عدد غير معروف إلى مراكز سرية واحتجاز غير قانوني.
تضمنت الانتهاكات المنهجية لحقوق الإنسان التي ارتكبتها الدكتاتورية العسكرية في تشيلي، بقيادة الجنرال أوغوستو بينوشيه، أعمالًا مروعة من الإيذاء الجسدي والجنسي، فضلًا عن الأضرار النفسية. منذ عام 1973 حتى عام 1990، تورطت القوات المسلحة التشيلية والشرطة وجميع المنتسبين إلى المجلس العسكري في إضفاء الخوف والإرهاب على الطابع المؤسسي في تشيلي.
كانت أكثر أشكال التعذيب التي ترعاها الدولة انتشارًا والتي عانى منها السجناء التشيليين هي الصدمات الكهربائية والإيهام بالغرق والضرب والاعتداء الجنسي. ومن الآليات الشائعة الأخرى للتعذيب المستخدمة «إخفاء» من اعتُبروا مخربين لأنهم تمسكوا بالمذاهب السياسية اليسارية. اتُبع تكتيك «إخفاء» أعداء نظام بينوشيه بشكل منهجي خلال السنوات الأربع الأولى من الحكم العسكري. واحتُجز «المختفون» سرًا وتعرضوا للتعذيب ولم يظهروا مرة أخرى في كثير من الأحيان. تشير كل من اللجنة الوطنية للسجن السياسي والتعذيب (تقرير فاليش) ولجنة الحقيقة والمصالحة (تقرير ريتيغ) إلى وجود حوالي 30 ألف ضحية لانتهاكات حقوق الإنسان في تشيلي، وتعذيب 40018 شخصًا وإعدام 2279.

## تاريخيًا

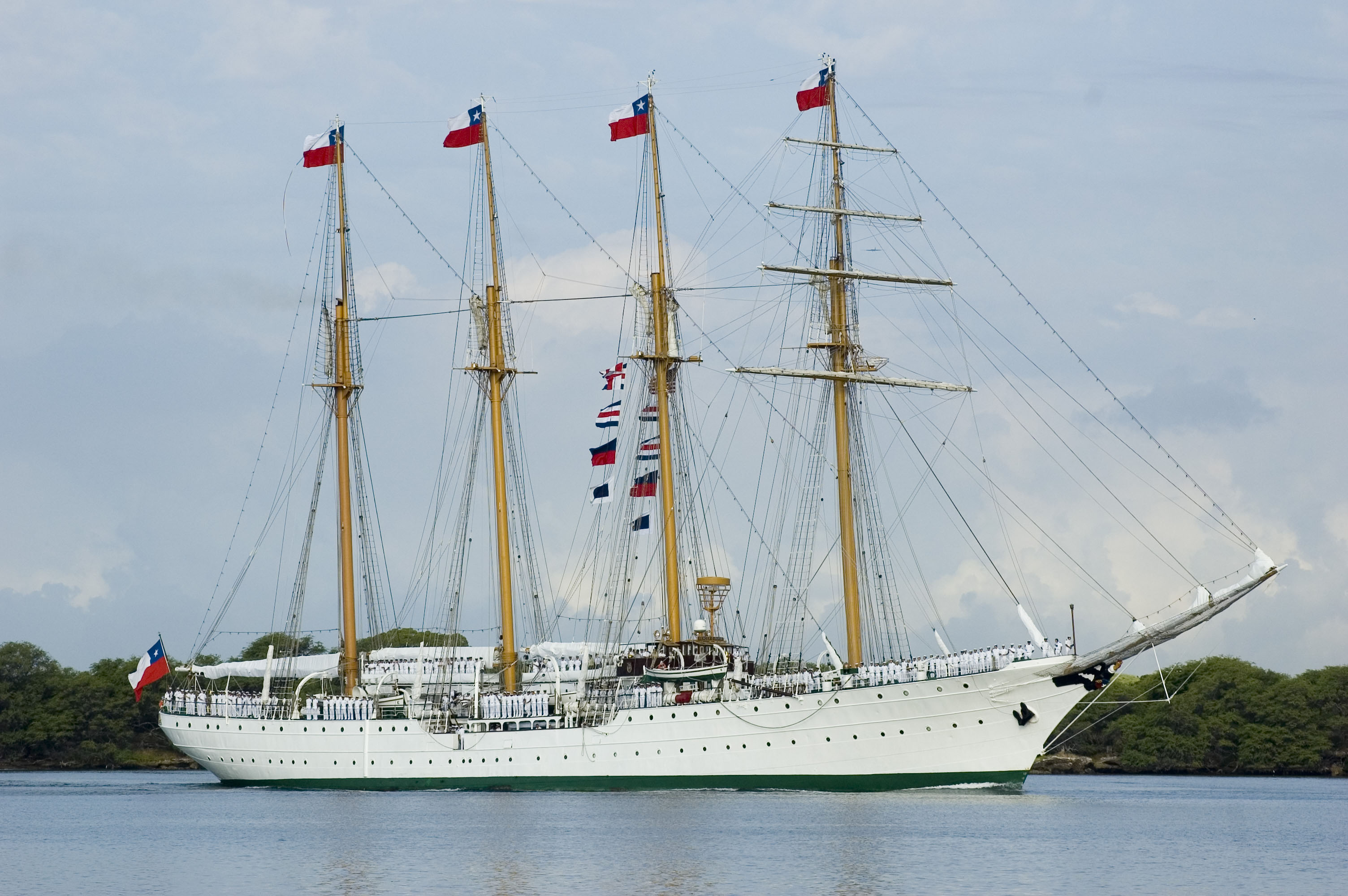
سفينة التدريب التابعة للبحرية التشيلية TS Esmeralda (BE-43) تصل إلى بيرل هاربور، هاواي

اتسم الحكم العسكري بالقمع المنهجي لجميع المنشقين السياسيين، مما دفع البعض إلى وصف حالة من «الإبادة السياسية» (أو الإبادة الجماعية السياسية). تحدث ستيف جيه ستيرن عن حالة تصف «مشروعًا منهجيًا لتدمير طريقة كاملة لفهم السياسة والحكم».
وقعت أسوأ أعمال العنف في الأشهر الثلاثة الأولى في أعقاب الانقلاب، فقد وصل عدد القتلى أو «المختفين» اليساريين المشتبه بهم (desaparecidos) إلى الآلاف. في الأيام التي أعقبت الانقلاب مباشرة، أبلغ مساعد وزير الخارجية الأمريكية لشؤون البلدان الأمريكية هنري كيسنجر أن الاستاد الوطني كان يستخدم لاحتجاز 5000 سجين، وفي وقت متأخر من عام 1975، أبلغت وكالة المخابرات المركزية عن 3811 سجينًا محتجزًا في الاستاد. أفادت منظمة العفو الدولية وجود ما يصل إلى 7000 سجين سياسي في الاستاد الوطني في 22 سبتمبر 1973. ومع ذلك، كثيرًا ما يُقال في الصحف، أن حوالي 40 ألف سجين اعتُقلوا في الاستاد. كان تشارلز هورمان، المواطن الأمريكي الذي قُتل أثناء الانقلاب، وكاتب الأغاني التشيلي فيكتور خارا، من أشهر الذين اختفوا، إضافة إلى قافلة الموت في أكتوبر 1973 (كارافانا دي لا مويرتي) التي قُتل فيها 70 شخصًا على الأقل. وتشمل العمليات الأخرى عملية كولومبو التي قُتل خلالها المئات من النشطاء اليساريين وعملية كوندور، التي نفذت مع الأجهزة الأمنية لدكتاتوريات أمريكا اللاتينية الأخرى.
بعد هزيمة بينوشيه في استفتاء عام 1988، كشفت لجنة ريتيج عام 1991، وهي لجنة متعددة الأحزاب تحت إدارة أيلوين الحقيقة حول انتهاكات حقوق الإنسان، وأدرجت عددًا من مراكز التعذيب والاحتجاز (مثل كولونيا ديجنداد، أو السفينة إزميرالدا أو استاد فيكتور جارا)، ووجدت أن ما لا يقل عن 3200 شخص قتلوا أو اختفوا على يد النظام.
وأكد تقرير لاحق، هو تقرير فالخ Valech (نُشر في نوفمبر 2004)، عدد الوفيات البالغ 3200 شخص، لكنه قلل بشكل كبير من حالات الاختفاء المزعومة. وذكر حوالي 28 ألف عملية اعتقال، سُجن فيها غالبية المعتقلين وتعرضوا للتعذيب في كثير من الحالات. نُفي حوالي 30 ألف تشيلي إلى الخارج، خاصة إلى الأرجنتين كلاجئين سياسيين. ومع ذلك، تبعتهم في المنفى الشرطة السرية في إطار عملية كوندور التي ربطت ديكتاتوريات أمريكا الجنوبية معًا ضد المعارضين السياسيين. كان حوالي 20 ألف إلى 40 ألف من المنفيين التشيليين يحملون جوازات سفر مختومة بالحرف «L» (الذي يرمز إلى القائمة الدولية)، ويشير ذلك إلى أنهم أشخاص غير مرغوب فيهم وكان عليهم الحصول على إذن قبل دخول البلاد. ومع ذلك، تؤكد جماعات حقوق الإنسان التشيلية أن مئات الآلاف قد أجبروا على النزوح.
وفقًا لمعهد أمريكا اللاتينية للصحة العقلية وحقوق الإنسان (ILAS)، أثرت «حالات الصدمة الشديدة» على حوالي 200 ألف شخص؛ يشمل هذا الرقم الأفراد الذين قتلوا أو تعرضوا للتعذيب (وفقًا لتعريف الأمم المتحدة للتعذيب) أو المنفيين وأقاربهم المباشرين. من المقبول حاليًا أن المجلس العسكري استهدف عمدًا المعارضين السياسيين اللاعنفيين أيضًا.
حكمت محكمة في تشيلي، في 19 مارس 2008، على 24 ضابط شرطة سابقًا في قضايا خطف وتعذيب وقتل حدثت مباشرة بعد أن أطاح انقلاب مدعوم من الولايات المتحدة بالرئيس سلفادور أليندي الاشتراكي، في 11 سبتمبر 1973.